# Joan Enric Vives i Sicília

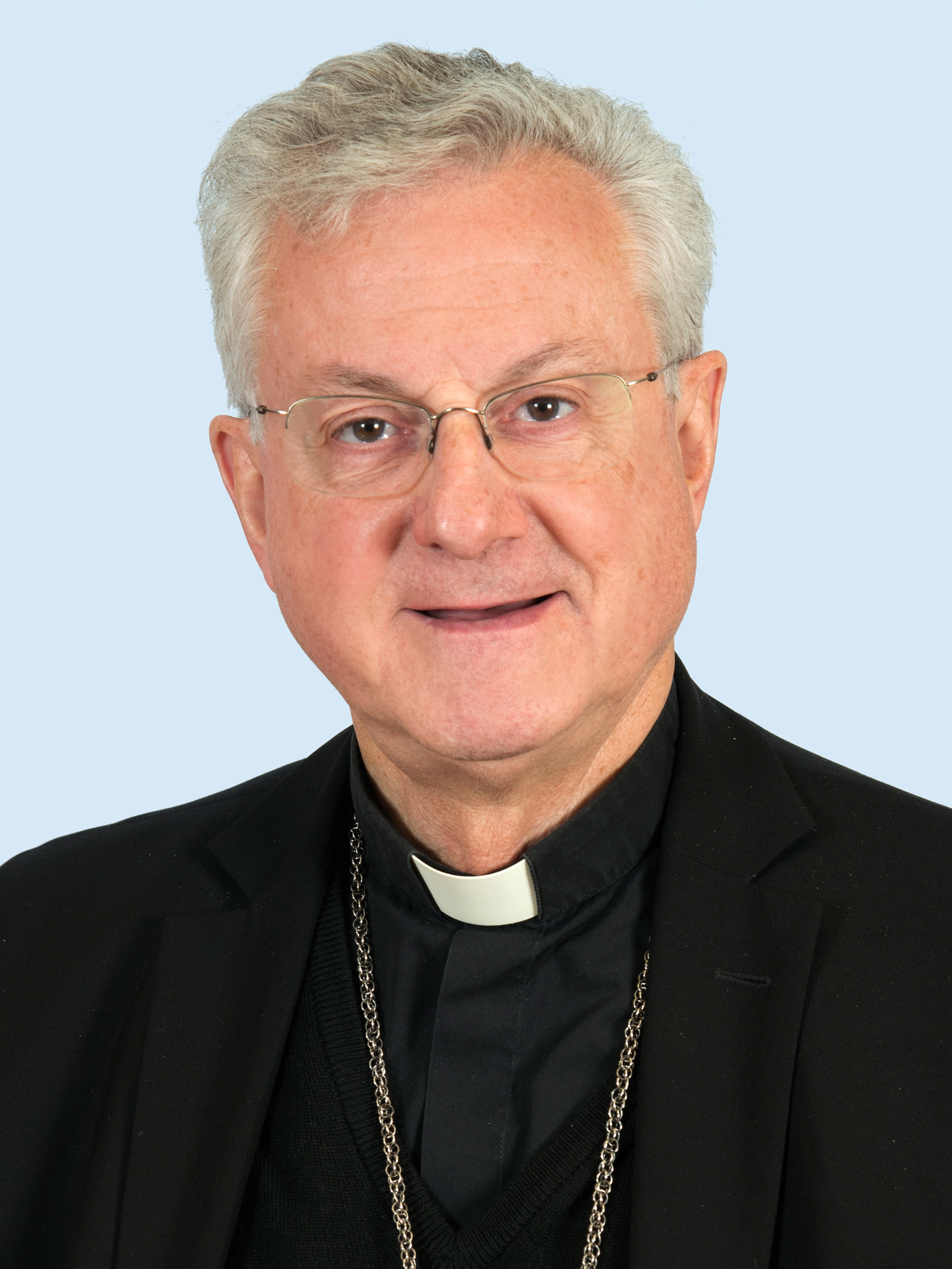
Vives i Sicília (2022)

Fürstbischöfliches Wappen

Joan Enric Vives i Sicília (* 24. Juli 1949 in Barcelona) ist ein spanischer römisch-katholischer Geistlicher. Er war von 2003 bis 2025 Bischof von Urgell und damit von Amts wegen einer der beiden Kofürsten von Andorra.

## Leben
Vives i Sicília wuchs in einfachen Verhältnissen in Barcelona auf. Am Priesterseminar studierte er ab 1965 Humanwissenschaft, Philosophie und Theologie. Am 24. September 1974 empfing er das Sakrament der Priesterweihe.
Papst Johannes Paul II. ernannte ihn am 9. Juni 1993 zum Weihbischof in Barcelona und zum Titularbischof von Nona. Der Erzbischof von Barcelona, Ricardo María Carles Gordó spendete ihm am 5. September desselben Jahres die Bischofsweihe. Mitkonsekratoren waren dessen Amtsvorgänger Narciso Kardinal Jubany Arnau, und den Kardinalpräfekten der Kongregation für den Gottesdienst und die Sakramentenordnung,  Antonio María Javierre Ortas. Sein Wahlspruch lautet Parare vias Domini (Die Wege des Herrn bereiten).
Am 12. Mai 2003 ernannte ihn Papst Johannes Paul II. zum Nachfolger des bisherigen Bischofs von Urgell, Joan Martí Alanís.
Am 19. März 2010 verlieh ihm Papst Benedikt XVI. den Titel eines Erzbischofs ad personam.

## Kofürst von Andorra
Als Bischof von Urgell war Joan Enric Vives i Sicília ex officio einer von zwei Kofürsten und somit eines von zwei Staatsoberhäuptern des souveränen Staates Andorra. Persönlicher Repräsentant von Vives i Sicília war Eduard Ibañez Pulido. Kurz vor dem Erreichen der Altersgrenze von 75 Jahren stellte ihm Papst Franziskus am 12. Juli 2024 mit Josep-Lluís Serrano Pentinat einen Koadjutor zur Seite. Am 31. Mai 2025 nahm Papst Leo XIV. Vives’ altersbedingten Rücktritt nach 22-jähriger Amtszeit an.